# Hans-Christof Kraus
Pour les articles homonymes, voir Kraus.
Hans Christof Kraus (né le 3 novembre 1958 à Göttingen) est un historien allemand. Depuis 2007, il est titulaire de la chaire d'histoire moderne et contemporaine de l'Université de Passau.

## Biographie
Hans-Christof Kraus est diplômé du lycée de l'Abendrothstraße (aujourd'hui : lycée Amandus-Abendroth (de)) à Cuxhaven de 1969 à 1978 ; il y passe son Abitur en juin 1978. Du semestre d'hiver 1978-1979, il étudie l'histoire, l'allemand et la philosophie à l'Université Georges-Auguste de Göttingen, financée par la Fondation académique nationale allemande, jusqu'au semestre d'été 1984. Parmi ses professeurs universitaires les plus importants figuraient les historiens Rudolf Vierhaus et Rudolf von Thadden en histoire moderne, Hartmut Hoffmann et Hartmut Boockmann en histoire médiévale, Alfred Heuss et Jochen Bleicken (de) en histoire ancienne, Albrecht Schöne (de) en allemand, Karl Stackmann (de) et Christian Wagenknecht (de) et la philosophie Günther Patzig (de) et Jürgen Sprute (de). Dans les années 1980, il est rédacteur en chef du jeune magazine conservateur Phönix. À la fin des années 1980 et dans les années 1990, il écrit des articles pour les magazines conservateurs Etappe (de) et Criticón (de). Il obtient sa maîtrise (MA) en 1984. Il travaille ensuite sur sa thèse en histoire moderne, une biographie politique de l'homme politique conservateur prussien Ernst Ludwig von Gerlach, le mentor politique d'Otto von Bismarck, soutenu par une bourse de doctorat de la Fondation académique nationale allemande et par la suite de la Fondation Fritz-Thyssen (de) qu'il termine en 1991. La thèse est notée " summa cum laude " par les assesseurs Rudolf von Thadden et Rudolf Vierhaus. L'étude approfondie (999 pages imprimées) est publiée en deux volumes en 1994 dans la série de publications de la Commission historique de l'Académie bavaroise des sciences.
Après avoir travaillé brièvement à l'Institut Max-Planck d'histoire (de) de Göttingen et au centre de recherche sur les Lumières européennes à Berlin (plus tard à Potsdam), Kraus reçoit une bourse du Collège historique (de) de Munich en 1994/95. Entre 1996 et 2001, il travaille comme consultant de recherche à l'Institut de recherche pour l'administration publique (FöV) de l'Université allemande des sciences administratives de Spire (de). Là, il est attaché à la chaire du constitutionnaliste Helmut Quaritsch (de) et travaille sur une étude juridico-historique sur l'avocat et recteur fondateur de l'Université de Berlin, Theodor Anton Heinrich Schmalz (de), qui est publiée en 1999 sur la recommandation de Michael Stolleis dans la série de publications de l'Institut Max-Planck d'histoire juridique européenne (de) publiée à Francfort-sur-le-Main.
De 2001 à 2002, Kraus enseigne à l'Université de Stuttgart. En 2002, il obtient son habilitation à l'Université Louis-et-Maximilien de Munich avec une étude sur la constitution anglaise et la pensée politique sous l'Ancien Régime 1689-1789. Le travail sur la pensée politique des Lumières à l'exemple de la Constitution de la Grande-Bretagne est évalué par Horst Möller, Eckhart Hellmuth (de) et Hans-Michael Körner. Il est apparu dans la série 2006 de l'Institut historique allemand de Londres. Kraus enseigne à l'Université de Munich depuis 2002, interrompu par deux chaires temporaires à l'Université Friedrich-Schiller d'Iéna en 2006/2007. En 2007, il accepte une chaire d'histoire moderne et contemporaine à l'Université de Passau.
Les travaux et les recherches de Kraus portent sur l'histoire allemande et anglaise du XVIIIe   au   XXe siècle, l'histoire de la politique, l'histoire constitutionnelle, l'histoire des idées politiques ainsi que dans l'histoire de l'éducation et des sciences. Avec sa thèse sur Ernst Ludwig von Gerlach, il présente une biographie fondamentale. Dans la série « Enzyklopädie deutscher Geschichte (de) » des R. Oldenbourg Verlag (de), il édite le volume « Culture, éducation et science au XIXe siècle" (publié en 2008). Dans la série « Histoire allemande au XXe siècle " de la maison d'édition be.bra (de), il publie une description de la politique étrangère allemande pendant la République de Weimar (2013). En 2015, il publie la biographie Bismarck. Taille - limites - réalisations sur Otto von Bismarck chez Klett-Cotta Verlag (de). En 2019, une édition complète de la correspondance savante de l'historien constitutionnel berlinois Fritz Hartung, éditée et commentée par Kraus, est publiée. En plus de ses travaux scientifiques, Kraus publie également dans des journaux (Die Welt, Frankfurter Allgemeine Zeitung, Die Tagespost).
Kraus reçoit de nombreux honneurs scientifiques et adhésions pour ses recherches. Kraus est membre de plusieurs commissions historiques nationales et internationales, telles que la Commission historique de l'Académie bavaroise des sciences, la Commission historique du parlementarisme et des partis politiques (de), la Commission historique de Berlin et la Commission internationale pour l'histoire des représentants et l'Instruction parlementaire (ICHRPI) et l'Association d'histoire constitutionnelle (de). Il est membre du conseil d'administration de la commission historique prussienne. Il est membre du conseil consultatif scientifique de la Fondation Otto-von-Bismarck (de) depuis 2018 et membre du comité de rédaction de la "New Friedrichsruher Edition" des écrits collectés de Bismarck. Il est l'éditeur de la Neue Deutsche Biographie (NDB), les sources historiques allemandes des XIXe et XXe siècles, pour lequel il est chargé de douze volumes depuis 2011, et co-éditeur de diverses revues historiques, dont la Zeitschrift für Neuere Rechtsgeschichte (de), les recherches sur l'histoire brandebourgeoise et prussienne (avec Ulrike Höroldt et Frank-Lothar Kroll), de Jahrbuchs Politisches Denken et de Passauer Jahrbuch (de). En 1994, il reçoit le prix de l'Académie de Göttingen pour sa thèse. En 2006, il reçoit le prix de la Fondation Erich-et-Erna-Kronauer (de) pour les historiens.
Kraus donne de nombreuses conférences scientifiques dans diverses institutions en Allemagne et à l'étranger (par exemple à Paris, Cadix, Istanbul, Saint-Andrews, Vienne, Prague, Cracovie, Voronej). En février 2017, il intervient à l'invitation de la Fondation Carl-Friedrich-von-Siemens (de) à Munich sur le thème Le tournant du philosophe de Sanssouci, dont Patrick Bahners (de) fait état dans le Frankfurter Allgemeine Zeitung.
En outre, Kraus donne des conférences à la Commission historique prussienne sur Karl Gutzkow et Friedrich Spielhagen (de), à l'Université par correspondance d'Hagen (de) sur "Joyeuse Angleterre", à l'Académie d'éducation politique (de) de Tutzing sur la nation et l'État-nation, à Potsdam-Club sur la Prusse dans le tableau historique allemand après 1945 et à l'Université Tomáš Masaryk de Brno et à la Bibliothèque du conservatisme (de) (2015) chacun sur Otto von Bismarck.

## Écrits
Monographies
- Der Wendepunkt des Philosophen von Sanssouci. Duncker & Humblot, Berlin 2017  (ISBN 978-3-428-15390-9).
- Bismarck. Größe – Grenzen – Leistungen. Klett-Cotta, Stuttgart 2015  (ISBN 978-3-608-94861-5).
- Versailles und die Folgen. Außenpolitik zwischen Revisionismus und Verständigung (1919–1933) (= Deutsche Geschichte im 20. Jahrhundert. Bd. 4). Be.bra-Verlag, Berlin-Brandenburg 2013  (ISBN 978-3-89809-404-7) (Als Lizenzausgabe: (= Bundeszentrale für Politische Bildung. Schriftenreihe. 1540). Bundeszentrale für politische Bildung, Bonn 2014  (ISBN 978-3-8389-0540-2).
- Kultur, Bildung und Wissenschaft im 19. Jahrhundert (= Enzyklopädie deutscher Geschichte (de). Bd. 82). Oldenbourg, München 2008  (ISBN 978-3-486-55727-5).
- Das Ende des alten Deutschland. Krise und Auflösung des Heiligen Römischen Reiches Deutscher Nation 1806 (= Wissenschaftliche Abhandlungen und Reden zur Philosophie, Politik und Geistesgeschichte. Bd. 37). Duncker & Humblot, Berlin 2006  (ISBN 3-428-12217-8) (2., korrigierte Auflage. ebenda 2007  (ISBN 978-3-428-12492-3)).
- Englische Verfassung und politisches Denken im Ancien Régime. 1689 bis 1789 (= Veröffentlichungen des Deutschen Historischen Instituts London. Bd. 60). Oldenbourg, München 2006  (ISBN 3-486-57908-8) (Zugleich: München, Universität, Habilitations-Schrift, 2001/2002).
- Theodor Anton Heinrich Schmalz. (1760–1831). Jurisprudenz, Universitätspolitik und Publizistik im Spannungsfeld von Revolution und Restauration (= Studien zur europäischen Rechtsgeschichte. Bd. 124). Klostermann, Frankfurt am Main 1999  (ISBN 3-465-03047-8).
- Ernst Ludwig von Gerlach. Politisches Denken und Handeln eines preußischen Altkonservativen (= Schriftenreihe der Historischen Kommission bei der Bayerischen Akademie der Wissenschaften. Bd. 53). 2 Bände. Vandenhoeck & Ruprecht, Göttingen 1994  (ISBN 3-525-36046-0) (Zugleich: Göttingen, Universität, Dissertation, 1992) (online).

Rédactions
- Ernst Ludwig von Gerlach: Gottesgnadentum und Freiheit. Ausgewählte politische Schriften aus den Jahren 1863 bis 1866. Herausgegeben und mit einem Nachwort versehen. Karolinger, Wien u. a. 2011  (ISBN 978-3-85418-141-5).
- Konservative Politiker in Deutschland. Eine Auswahl biographischer Porträts aus zwei Jahrhunderten. Duncker & Humblot, Berlin 1995  (ISBN 3-428-08193-5).

Édition source
- Fritz Hartung. Korrespondenz eines Historikers zwischen Kaiserreich und zweiter Nachkriegszeit (= Deutsche Geschichtsquellen des 19. und 20. Jahrhunderts. Bd. 76). Duncker & Humblot, Berlin 2019  (ISBN 978-3-428-15731-0).